# MICO
MICO was een rijstpellerij aan de Oostzijde in de Nederlandse stad Zaandam. Het bedrijf heeft bestaan van 1923-1951.
Het bedrijf werd in 1923 opgezet door Duitse investeerders en had ook een Duitse directeur. De fabriek werkte tijdens de Tweede Wereldoorlog voor de Duitse markt en nog in 1943 werd een moderne havermoutinstallatie geïnstalleerd.
In 1945 werd het bedrijf, Duits bezit zijnde, door de Nederlandse Staat in beslag genomen. De 49 werknemers drongen aan op voortzetting van het bedrijf, maar de concurrentie, die te kampen had met overproductie, drong aan op sluiting. In 1951 werd het bedrijf overgenomen door Albert Heijn, en deze firma beëindigde de productie.